# Hybocodon pendulus
Hybocodon pendulus är en nässeldjursart som först beskrevs av Agassiz 1862.  Hybocodon pendulus ingår i släktet Hybocodon och familjen Tubulariidae. Inga underarter finns listade i Catalogue of Life.